# Milan-San Remo 2013
La 104e édition de Milan-San Remo a eu lieu le 17 mars 2013. Il s'agit de la 4e épreuve de l'UCI World Tour 2013. Elle a été remportée, dans un sprint en petit comité, par l'Allemand Gerald Ciolek (MTN-Qhubeka) devant le Slovaque Peter Sagan (Cannondale) et le Suisse Fabian Cancellara (RadioShack-Leopard),.
Ce succès majeur de Ciolek est une surprise puisqu'il devance les deux grands favoris Sagan et Cancellara qui se contentent encore tous les deux d'un accessit. C'est également la première victoire pour une formation africaine dans un des cinq monuments et surtout lors de la première participation,. À noter que la course s'est courue sous la neige et la pluie ainsi que sous des températures très basses provocants une interruption et un raccourcissement de la classique,. Grâce à sa quatrième place sur l'épreuve, le Français Sylvain Chavanel (Omega Pharma-Quick Step) s'empare de la tête de l'UCI World Tour.

## Présentation
Cette édition de Milan-San Remo a lieu le dimanche à la place du samedi de la même semaine comme les précédentes éditions pour éviter les risques de perturbations des riverains. C'est la première classique de l'année mais également le premier des cinq monuments. Elle se déroule comme traditionnellement le week-end suivant la fin de Tirreno-Adriatico.

### Parcours
Long de 298 km, le parcours prévu est identique aux années précédentes avec tout d'abord les franchissements du Passo del Turchino suivi du Manie situés respectivement à 155,7 km et 94 km de l'arrivée. Ensuite viennent les Capi composés du Capo Mele, du Capo Cervo, du Capo Berta et de la Cipressa tous les quatre situés entre 52,4 km et 22,1 km de l'arrivée. Pour finir le Poggio sera, comme traditionnellement, le juge de paix de cette édition avec son franchissement à 6,2 km de l'arrivée suivie d'une descente de 3,3 km, pour une final très indescit,. Le Passo del Turchino et sa descente sont cependant neutralisés à cause de la neige. La course est ainsi réduite à 252 km avant de se courir sur 246 km.

### Équipes
L'organisateur RCS Sport a communiqué la liste des équipes invitées le 8 janvier 2013. 25 équipes participent à ce Milan-San Remo - 19 ProTeams et 6 équipes continentales professionnelles :
| Nom de l'équipe         | Pays        | Code |
| ----------------------- | ----------- | ---- |
| AG2R La Mondiale        | France      | ALM  |
| Argos-Shimano           | Pays-Bas    | ARG  |
| Astana                  | Kazakhstan  | AST  |
| Blanco                  | Pays-Bas    | BLA  |
| BMC Racing              | États-Unis  | BMC  |
| Cannondale              | Italie      | CAN  |
| Euskaltel Euskadi       | Espagne     | EUS  |
| FDJ                     | France      | FDJ  |
| Garmin-Sharp            | États-Unis  | GRS  |
| Katusha                 | Russie      | KAT  |
| Lampre-Merida           | Italie      | LAM  |
| Lotto-Belisol           | Belgique    | LTB  |
| Movistar                | Espagne     | MOV  |
| Omega Pharma-Quick Step | Belgique    | OPQ  |
| Orica-GreenEDGE         | Australie   | OGE  |
| RadioShack-Leopard      | Luxembourg  | RLT  |
| Saxo-Tinkoff            | Danemark    | TST  |
| Sky                     | Royaume-Uni | SKY  |
| Vacansoleil-DCM         | Pays-Bas    | VCD  |

| Nom de l'équipe              | Pays           | Code |
| ---------------------------- | -------------- | ---- |
| Androni Giocattoli-Venezuela | Italie         | AND  |
| Bardiani Valvole-CSF Inox    | Italie         | BAR  |
| Europcar                     | France         | EUC  |
| IAM                          | Suisse         | IAM  |
| MTN-Qhubeka                  | Afrique du Sud | MTN  |
| Vini Fantini-Selle Italia    | Italie         | VIN  |

### Favoris
Les différents favoris sont le Slovaque Peter Sagan (Cannondale),, le Britannique Mark Cavendish (Omega Pharma-Quick Step), vainqueur en 2009, le Suisse Fabian Cancellara (RadioShack-Leopard) et l'Italien Vincenzo Nibali (Astana),, ces deux derniers tenteront de dynamiter la course.
La formation BMC Racing menée par trois coureurs : le champion du monde belge Philippe Gilbert, son compatriote Greg Van Avermaet et le Norvégien Thor Hushovd ainsi que l'équipe néerlandaise Blanco du sprinter australien Mark Renshaw et du Néerlandais Tom-Jelte Slagter, vainqueur en début d'année du Tour Down Under, et qui espère reprendre la première place de l'UCI World Tour, feront partie des outsiders.
Du côté des sprinteurs, on notera la présence des Allemands André Greipel (Lotto-Belisol), John Degenkolb (Argos-Shimano) et Gerald Ciolek (MTN-Qhubeka), des Australiens Matthew Goss (Orica-GreenEDGE), vainqueur en 2011, et Heinrich Haussler (IAM), du Français Arnaud Démare`(FDJ), de l'Italien Alessandro Petacchi (Lampre-Merida) et de l'Américain Tyler Farrar (Garmin-Sharp).
Enfin, l'Australien, tenant du titre, Simon Gerrans (Orica-GreenEDGE), les Italiens Filippo Pozzato (Lampre-Merida) et Moreno Moser (Cannondale), les Français Yoann Offredo (FDJ), Sylvain Chavanel (Omega Pharma-Quick Step) et Thomas Voeckler (Europcar) et le Norvégien Edvald Boasson Hagen (Sky) sont les autres principaux puncheurs présents,,,.

## Récit de la course
25 équipes de 8 coureurs participent à l'épreuve, aucun cycliste est non-partant ce qui fait un total de 200 coureurs au départ de la course.
Au km 5, Les Italiens Diego Rosa (Androni Giocattoli-Venezuela), Filippo Fortin (Bardiani Valvole-CSF Inox) et Matteo Montaguti (AG2R La Mondiale), le Russe Maxim Belkov (Katusha), le Danois Lars Ytting Bak (Lotto-Belisol) et l'Espagnol Pablo Lastras (Movistar) s'échappent. Ils prennent rapidement le large, ayant 11 min d'avance au km 45, l'écart grimpe jusqu'à 12 min 30 s, au km 65. La course est neutralisée à Ovada, au km 117, à cause de la neige. Les coureurs se rendent alors en bus à Cogoleto, au km 173. Certains coureurs ne repartiront pas : c'est notamment le cas des Belges Tom Boonen et Stijn Vandenbergh ainsi que du Néerlandais Niki Terpstra tous les trois membres de la formation Omega Pharma-Quick Step. Lorsque la course reprend, après 1 heure et demie d'arrêt, les échappées conservent leur avance, qui était de 7 min 10 s lors de l'interruption.
Les équipes Astana, Cannondale, Sky et Lampre-Merida prennent la poursuite en charge. Tandis qu'on enregistre d'autres abandons, ceux de l'Australien Matthew Goss (Orica-GreenEDGE), du Polonais Michał Kwiatkowski (Omega Pharma-Quick Step) et de l'Italien Giacomo Nizzolo (RadioShack-Leopard) entre autres, les cinq hommes de tête, à la suite du décrochage de Fortin, voient leur avance fondre : ils n'ont plus que 4 min 30 s à 70 km de l'arrivée et 2 min de moins au moment d'aborder les Capi. L'Italien Vincenzo Nibali (Astana) abandonne peu après. Rosa attaque, suivi par Belkov et Bak.
Le trio est repris cependant au pied de la Cipressa par un peloton amaigri, où ne figure plus notamment le Norvégien Thor Hushovd (BMC Racing). La moitié de l'équipe Sky et l'Américain Tyler Farrar (Garmin-Sharp) vont chuter dès le début de la montée. Le Belger Jürgen Roelandts (Lotto-Belisol), le Suédois Thomas Lövkvist (IAM), l'Italien Damiano Caruso (Cannondale), et les Français Sylvain Chavanel (Omega Pharma-Quick Step) et Maxime Bouet (AG2R la Mondiale) sortent du peloton, mais ne parviennent pas à prendre du champ, alors Bouet part en solitaire. Il est malgré tout repris, comme ses compagnons, par le groupe des favoris. L'Australien Simon Gerrans (Orica-GreenEDGE), le Français Yoann Offredo (FDJ) et le Norvégien Edvald Boasson Hagen (Sky) notamment sont lâchés dans la montée.
Le Belge Philippe Gilbert (BMC Racing) fait la descente en tête. Le Slovaque Peter Sagan (Cannondale) le rejoint à 17 km du but, accompagné par l'Allemand John Degenkolb (Argos-Shimano), le Suisse Fabian Cancellara (RadioShack-Leopard), l'Italien Filippo Pozzato (Lampre-Merida), le Russe Eduard Vorganov (Katusha), le Britannique Ian Stannard (Sky), Roelandts et Chavanel. Chavanel, Vorganov et Stannard vont alors fausser compagnie au groupe, tandis que seuls Gilbert et Roelandts restent intercalés. Le duo finit par se relever.
Le trio de tête aborde la montée du Poggio avec 25 s d'avance. Stannard attaque, seul Chavanel peut suivre. Chavanel tente de le distancer, en vain. Derrière, le Kazakh Maxim Iglinskiy (Astana) attaque, puis rejoint et dépose Vorganov. A 6,5 km de l'arrivée, l'Italien Luca Paolini (Katusha) attaque, suivi par Sagan, Pozzato, l'Allemand Gerald Ciolek (MTN-Qhubeka) et Cancellara. Ce dernier part en solitaire au sommet, mais est repris assez vite par Sagan, Paolini et Ciolek. Le quatuor rejoint le duo de tête à 4 km de la ligne. Malgré des attaques de Sagan puis Stannard, la victoire va se jouer dans un sprint à 7, avec le retour de l'Américain Taylor Phinney (BMC Racing) dans le dernier kilomètre. Chavanel lance le sprint, Sagan lui répond, mais Ciolek le dépasse à quelques mètres de la ligne. Cancellara complète le podium,,.
Ce Milan-San Remo aura été marqué par des conditions très difficiles de bout en bout, ainsi que par la première victoire dans un monument, et même sur le calendrier World Tour, pour une équipe africaine.

## Classement final
|    | Coureur                  | Équipe                  |    | Temps           | Points UCI |
| -- | ------------------------ | ----------------------- | -- | --------------- | ---------- |
| 1  | Gerald Ciolek (GER)      | MTN-Qhubeka             | en | 5 h 37 min 20 s | -          |
| 2  | Peter Sagan (SVK)        | Cannondale              | +  | 0 s             | 80         |
| 3  | Fabian Cancellara (SUI)  | RadioShack-Leopard      |    | 0 s             | 70         |
| 4  | Sylvain Chavanel (FRA)   | Omega Pharma-Quick Step |    | 0 s             | 60         |
| 5  | Luca Paolini (ITA)       | Katusha                 |    | 0 s             | 50         |
| 6  | Ian Stannard (GBR)       | Sky                     |    | 0 s             | 40         |
| 7  | Taylor Phinney (USA)     | BMC Racing              |    | 0 s             | 30         |
| 8  | Alexander Kristoff (NOR) | Katusha                 |    | 14 s            | 20         |
| 9  | Mark Cavendish (GBR)     | Omega Pharma-Quick Step |    | 14 s            | 10         |
| 10 | Bernhard Eisel (AUT)     | Sky                     |    | 14 s            | 4          |

## Liste des participants
- Liste de départ complète

| Légende | Légende                                                                    | Légende | Légende                                                    |
| ------- | -------------------------------------------------------------------------- | ------- | ---------------------------------------------------------- |
| Num     | Dossard de départ porté par le coureur sur ce Milan-San Remo               | Pos     | Position à l'arrivée de la course                          |
|         | Indique un maillot de champion national ou mondial, suivi de sa spécialité | NP      | Indique un coureur qui n'a pas pris le départ de la course |
| AB      | Indique un coureur qui n'a pas terminé la course                           | HD      | Indique un coureur qui a terminé la course hors des délais |

| Orica-GreenEDGE OGE | Orica-GreenEDGE OGE       | Orica-GreenEDGE OGE |
| ------------------- | ------------------------- | ------------------- |
| Num                 | Coureur                   | Pos                 |
| 1                   | Simon Gerrans (AUS)       | 68e                 |
| 2                   | Matthew Goss (AUS)        | AB                  |
| 3                   | Baden Cooke (AUS)         | 124e                |
| 4                   | Daryl Impey (RSA)         | 47e                 |
| 5                   | Sebastian Langeveld (NED) | 23e                 |
| 6                   | Stuart O'Grady (AUS)      | 86e                 |
| 7                   | Jens Keukeleire (BEL)     | 67e                 |
| 8                   | Jens Mouris (NED)         | 93e                 |

| AG2R La Mondiale ALM | AG2R La Mondiale ALM    | AG2R La Mondiale ALM |
| -------------------- | ----------------------- | -------------------- |
| Num                  | Coureur                 | Pos                  |
| 11                   | Davide Appollonio (ITA) | 52e                  |
| 12                   | Manuel Belletti (ITA)   | AB                   |
| 13                   | Maxime Bouet (FRA)      | 29e                  |
| 14                   | Steve Chainel (FRA)     | AB                   |
| 15                   | Romain Bardet (FRA)     | 17e                  |
| 16                   | Ben Gastauer (LUX)      | AB                   |
| 17                   | Hugo Houle (CAN)        | AB                   |
| 18                   | Matteo Montaguti (ITA)  | AB                   |

| Androni Giocattoli-Venezuela AND | Androni Giocattoli-Venezuela AND | Androni Giocattoli-Venezuela AND |
| -------------------------------- | -------------------------------- | -------------------------------- |
| Num                              | Coureur                          | Pos                              |
| 21                               | Franco Pellizotti (ITA) (Route)  | AB                               |
| 22                               | Riccardo Chiarini (ITA)          | AB                               |
| 23                               | Fabio Felline (ITA)              | 55e                              |
| 24                               | Tomás Gil (VEN)                  | 121e                             |
| 25                               | Diego Rosa (ITA)                 | 122e                             |
| 26                               | Jackson Rodríguez (VEN)          | AB                               |
| 27                               | Miguel Ángel Rubiano (COL)       | AB                               |
| 28                               | Emanuele Sella (ITA)             | AB                               |

| Astana AST | Astana AST                  | Astana AST |
| ---------- | --------------------------- | ---------- |
| Num        | Coureur                     | Pos        |
| 31         | Vincenzo Nibali (ITA)       | AB         |
| 32         | Borut Božič (SLO) (Route)   | 21e        |
| 33         | Enrico Gasparotto (ITA)     | 14e        |
| 34         | Francesco Gavazzi (ITA)     | AB         |
| 35         | Andriy Grivko (UKR) (Route) | 48e        |
| 36         | Maxim Iglinskiy (KAZ)       | 35e        |
| 37         | Simone Ponzi (ITA)          | AB         |
| 38         | Alessandro Vanotti (ITA)    | 77e        |

| Bardiani Valvole-CSF Inox BAR | Bardiani Valvole-CSF Inox BAR    | Bardiani Valvole-CSF Inox BAR |
| ----------------------------- | -------------------------------- | ----------------------------- |
| Num                           | Coureur                          | Pos                           |
| 41                            | Sacha Modolo (ITA)               | AB                            |
| 42                            | Enrico Battaglin (ITA)           | 112e                          |
| 43                            | Nicola Boem (ITA)                | AB                            |
| 44                            | Francesco Manuel Bongiorno (ITA) | AB                            |
| 45                            | Marco Canola (ITA)               | AB                            |
| 46                            | Sonny Colbrelli (ITA)            | 12e                           |
| 47                            | Filippo Fortin (ITA)             | AB                            |
| 48                            | Andrea Pasqualon (ITA)           | 111e                          |

| Blanco BLA | Blanco BLA                 | Blanco BLA |
| ---------- | -------------------------- | ---------- |
| Num        | Coureur                    | Pos        |
| 51         | Mark Renshaw (AUS)         | 54e        |
| 52         | Rick Flens (NED)           | 115e       |
| 53         | Paul Martens (GER)         | 82e        |
| 54         | Lars Petter Nordhaug (NOR) | AB         |
| 55         | Tom-Jelte Slagter (NED)    | AB         |
| 56         | David Tanner (AUS)         | 101e       |
| 57         | Maarten Tjallingii (NED)   | 63e        |
| 58         | Maarten Wynants (BEL)      | AB         |

| BMC Racing BMC | BMC Racing BMC                 | BMC Racing BMC |
| -------------- | ------------------------------ | -------------- |
| Num            | Coureur                        | Pos            |
| 61             | Philippe Gilbert (BEL) (Route) | 32e            |
| 62             | Thor Hushovd (NOR)             | AB             |
| 63             | Klaas Lodewyck (BEL)           | AB             |
| 64             | Daniel Oss (ITA)               | AB             |
| 65             | Taylor Phinney (USA)           | 7e             |
| 66             | Manuel Quinziato (ITA)         | 71e            |
| 67             | Michael Schär (SUI)            | AB             |
| 68             | Greg Van Avermaet (BEL)        | 36e            |

| Cannondale CAN | Cannondale CAN             | Cannondale CAN |
| -------------- | -------------------------- | -------------- |
| Num            | Coureur                    | Pos            |
| 71             | Peter Sagan (SVK) (Route)  | 2e             |
| 72             | Maciej Bodnar (POL)        | AB             |
| 73             | Damiano Caruso (ITA)       | 49e            |
| 74             | Alessandro De Marchi (ITA) | 50e            |
| 75             | Kristjan Koren (SLO)       | 96e            |
| 76             | Moreno Moser (ITA)         | 45e            |
| 77             | Paolo Longo Borghini (ITA) | AB             |
| 78             | Elia Viviani (ITA)         | 108e           |

| Euskaltel Euskadi EUS | Euskaltel Euskadi EUS       | Euskaltel Euskadi EUS |
| --------------------- | --------------------------- | --------------------- |
| Num                   | Coureur                     | Pos                   |
| 81                    | Gorka Izagirre (ESP)        | 31e                   |
| 82                    | Jorge Azanza (ESP)          | 81e                   |
| 83                    | Garikoitz Bravo (ESP)       | 98e                   |
| 84                    | Ricardo García Ambroa (ESP) | 62e                   |
| 85                    | Egoi Martínez (ESP)         | AB                    |
| 86                    | Miguel Mínguez (ESP)        | AB                    |
| 87                    | Ioánnis Tamourídis (GRE)    | 88e                   |
| 88                    | Robert Vrečer (SLO)         | AB                    |

| FDJ | FDJ                      | FDJ  |
| --- | ------------------------ | ---- |
| Num | Coureur                  | Pos  |
| 91  | Mickaël Delage (FRA)     | AB   |
| 92  | William Bonnet (FRA)     | AB   |
| 93  | Arnaud Démare (FRA)      | 129e |
| 94  | Murilo Fischer (BRA)     | 97e  |
| 95  | Matthieu Ladagnous (FRA) | 100e |
| 96  | Yoann Offredo (FRA)      | 19e  |
| 97  | Anthony Roux (FRA)       | 133e |
| 98  | Arthur Vichot (FRA)      | 41e  |

| Garmin-Sharp GRS | Garmin-Sharp GRS             | Garmin-Sharp GRS |
| ---------------- | ---------------------------- | ---------------- |
| Num              | Coureur                      | Pos              |
| 101              | Tyler Farrar (USA)           | 94e              |
| 102              | Jack Bauer (NZL)             | 92e              |
| 103              | Alex Howes (USA)             | 110e             |
| 104              | Robert Hunter (RSA)          | AB               |
| 105              | David Millar (GBR)           | AB               |
| 106              | Ramūnas Navardauskas (LTU)   | 70e              |
| 107              | Johan Vansummeren (BEL)      | 74e              |
| 108              | Fabian Wegmann (GER) (Route) | 87e              |

| IAM | IAM                               | IAM  |
| --- | --------------------------------- | ---- |
| Num | Coureur                           | Pos  |
| 111 | Marco Bandiera (ITA)              | 83e  |
| 112 | Stefan Denifl (AUT)               | 59e  |
| 113 | Martin Elmiger (SUI)              | 118e |
| 114 | Heinrich Haussler (AUS)           | 13e  |
| 115 | Dominic Klemme (GER)              | 131e |
| 116 | Gustav Larsson (SWE)              | 116e |
| 117 | Thomas Lövkvist (SWE)             | 37e  |
| 118 | Aleksejs Saramotins (LAT) (Route) | 60e  |

| Katusha KAT | Katusha KAT                   | Katusha KAT |
| ----------- | ----------------------------- | ----------- |
| Num         | Coureur                       | Pos         |
| 121         | Luca Paolini (ITA)            | 5e          |
| 122         | Maxim Belkov (RUS)            | 120e        |
| 123         | Xavier Florencio (ESP)        | 24e         |
| 124         | Vladimir Isaychev (RUS)       | 135e        |
| 125         | Alexander Kristoff (NOR)      | 8e          |
| 126         | Aliaksandr Kuschynski (BLR)   | AB          |
| 127         | Ángel Vicioso (ESP)           | 22e         |
| 128         | Eduard Vorganov (RUS) (Route) | 43e         |

| Lampre-Merida LAM | Lampre-Merida LAM         | Lampre-Merida LAM |
| ----------------- | ------------------------- | ----------------- |
| Num               | Coureur                   | Pos               |
| 131               | Filippo Pozzato (ITA)     | 33e               |
| 132               | Davide Cimolai (ITA)      | 76e               |
| 133               | Roberto Ferrari (ITA)     | 46e               |
| 134               | Massimo Graziato (ITA)    | 107e              |
| 135               | Adriano Malori (ITA)      | 51e               |
| 136               | Alessandro Petacchi (ITA) | 65e               |
| 137               | Daniele Pietropolli (ITA) | 75e               |
| 138               | Diego Ulissi (ITA)        | AB                |

| Lotto-Belisol LTB | Lotto-Belisol LTB       | Lotto-Belisol LTB |
| ----------------- | ----------------------- | ----------------- |
| Num               | Coureur                 | Pos               |
| 141               | André Greipel (GER)     | 58e               |
| 142               | Lars Ytting Bak (DEN)   | 117e              |
| 143               | Vicente Reynés (ESP)    | 64e               |
| 144               | Frederik Willems (BEL)  | AB                |
| 145               | Adam Hansen (AUS)       | AB                |
| 146               | Gregory Henderson (NZL) | 90e               |
| 147               | Jürgen Roelandts (BEL)  | 16e               |
| 148               | Marcel Sieberg (GER)    | 91e               |

| Movistar MOV | Movistar MOV                    | Movistar MOV |
| ------------ | ------------------------------- | ------------ |
| Num          | Coureur                         | Pos          |
| 151          | Giovanni Visconti (ITA)         | 106e         |
| 152          | Andrey Amador (CRC)             | AB           |
| 153          | Jonathan Castroviejo (ESP)      | 113e         |
| 154          | Pablo Lastras (ESP)             | AB           |
| 155          | Ángel Madrazo (ESP)             | 80e          |
| 156          | José Joaquín Rojas (ESP)        | 25e          |
| 157          | Eloy Teruel (ESP)               | AB           |
| 158          | Francisco Ventoso (ESP) (Route) | 11e          |

| MTN-Qhubeka MTN | MTN-Qhubeka MTN                  | MTN-Qhubeka MTN |
| --------------- | -------------------------------- | --------------- |
| Num             | Coureur                          | Pos             |
| 161             | Gerald Ciolek (GER)              | 1er             |
| 162             | Sergio Pardilla (ESP)            | 102e            |
| 163             | Martin Reimer (GER)              | AB              |
| 164             | Kristian Sbaragli (ITA)          | 53e             |
| 165             | Songezo Jim (RSA)                | AB              |
| 166             | Andreas Stauff (GER)             | 128e            |
| 167             | Jay Robert Thomson (RSA) (Route) | AB              |
| 168             | Jacobus Venter (RSA)             | 103e            |

| Omega Pharma-Quick Step OPQ | Omega Pharma-Quick Step OPQ | Omega Pharma-Quick Step OPQ |
| --------------------------- | --------------------------- | --------------------------- |
| Num                         | Coureur                     | Pos                         |
| 171                         | Mark Cavendish (GBR)        | 9e                          |
| 172                         | Tom Boonen (BEL) (Route)    | AB                          |
| 173                         | Sylvain Chavanel (FRA)      | 4e                          |
| 174                         | Michał Kwiatkowski (POL)    | AB                          |
| 175                         | Zdeněk Štybar (CZE)         | 66e                         |
| 176                         | Niki Terpstra (NED) (Route) | AB                          |
| 177                         | Stijn Vandenbergh (BEL)     | AB                          |
| 178                         | Martin Velits (SVK)         | 125e                        |

| RadioShack-Leopard RLT | RadioShack-Leopard RLT        | RadioShack-Leopard RLT |
| ---------------------- | ----------------------------- | ---------------------- |
| Num                    | Coureur                       | Pos                    |
| 181                    | Fabian Cancellara (SUI)       | 3e                     |
| 182                    | Danilo Hondo (GER)            | 56e                    |
| 183                    | Maxime Monfort (BEL)          | 44e                    |
| 184                    | Giacomo Nizzolo (ITA)         | AB                     |
| 185                    | Yaroslav Popovych (UKR)       | 69e                    |
| 186                    | Grégory Rast (SUI)            | 30e                    |
| 187                    | Hayden Roulston (NZL) (Route) | AB                     |
| 188                    | Jesse Sergent (NZL)           | 130e                   |

| Sky SKY | Sky SKY                            | Sky SKY |
| ------- | ---------------------------------- | ------- |
| Num     | Coureur                            | Pos     |
| 191     | Edvald Boasson Hagen (NOR) (Route) | AB      |
| 192     | Bernhard Eisel (AUT)               | 10e     |
| 193     | Vasil Kiryienka (BLR)              | AB      |
| 194     | Salvatore Puccio (ITA)             | 42e     |
| 195     | Gabriel Rasch (NOR)                | 27e     |
| 196     | Kanstantsin Siutsou (BLR)          | AB      |
| 197     | Ian Stannard (GBR) (Route)         | 6e      |
| 198     | Geraint Thomas (GBR)               | AB      |

| Argos-Shimano ARG | Argos-Shimano ARG         | Argos-Shimano ARG |
| ----------------- | ------------------------- | ----------------- |
| Num               | Coureur                   | Pos               |
| 201               | John Degenkolb (GER)      | 18e               |
| 202               | Roy Curvers (NED)         | 104e              |
| 203               | Koen de Kort (NED)        | AB                |
| 204               | Tom Dumoulin (NED)        | 126e              |
| 205               | Johannes Fröhlinger (GER) | 84e               |
| 206               | Simon Geschke (GER)       | 79e               |
| 207               | Ji Cheng (CHN)            | AB                |
| 208               | Matthieu Sprick (FRA)     | AB                |

| Europcar EUC | Europcar EUC           | Europcar EUC |
| ------------ | ---------------------- | ------------ |
| Num          | Coureur                | Pos          |
| 211          | Thomas Voeckler (FRA)  | 127e         |
| 212          | Jérôme Cousin (FRA)    | AB           |
| 213          | Yohann Gène (FRA)      | AB           |
| 214          | Vincent Jérôme (FRA)   | 39e          |
| 215          | Davide Malacarne (ITA) | 26e          |
| 216          | Björn Thurau (GER)     | 119e         |
| 217          | Sébastien Turgot (FRA) | 15e          |
| 218          | David Veilleux (CAN)   | AB           |

| Saxo-Tinkoff TST | Saxo-Tinkoff TST           | Saxo-Tinkoff TST |
| ---------------- | -------------------------- | ---------------- |
| Num              | Coureur                    | Pos              |
| 221              | Daniele Bennati (ITA)      | 28e              |
| 222              | Manuele Boaro (ITA)        | AB               |
| 223              | Matti Breschel (DEN)       | 73e              |
| 224              | Jonathan Cantwell (ESP)    | 85e              |
| 225              | Jonas Aaen Jørgensen (DEN) | 57e              |
| 226              | Michael Mørkøv (DEN)       | 123e             |
| 227              | Michael Rogers (AUS)       | 40e              |
| 228              | Matteo Tosatto (ITA)       | 99e              |

| Vacansoleil-DCM VCD | Vacansoleil-DCM VCD             | Vacansoleil-DCM VCD |
| ------------------- | ------------------------------- | ------------------- |
| Num                 | Coureur                         | Pos                 |
| 231                 | Juan Antonio Flecha (ESP)       | 72e                 |
| 232                 | Kris Boeckmans (BEL)            | AB                  |
| 233                 | Grega Bole (SLO)                | 78e                 |
| 234                 | Sergueï Lagoutine (UZB) (Route) | 89e                 |
| 235                 | Bert-Jan Lindeman (NED)         | 109e                |
| 236                 | Mirko Selvaggi (ITA)            | AB                  |
| 237                 | Boy van Poppel (NED)            | 105e                |
| 238                 | Frederik Veuchelen (BEL)        | 132e                |

| Vini Fantini-Selle Italia VIN | Vini Fantini-Selle Italia VIN | Vini Fantini-Selle Italia VIN |
| ----------------------------- | ----------------------------- | ----------------------------- |
| Num                           | Coureur                       | Pos                           |
| 241                           | Francesco Chicchi (ITA)       | 134e                          |
| 242                           | Mauro Finetto (ITA)           | 61e                           |
| 243                           | Oscar Gatto (ITA)             | 20e                           |
| 244                           | Kevin Hulsmans (BEL)          | 114e                          |
| 245                           | Jonathan Monsalve (VEN)       | AB                            |
| 246                           | Alessandro Proni (ITA)        | 95e                           |
| 247                           | Matteo Rabottini (ITA)        | 34e                           |
| 248                           | Mauro Santambrogio (ITA)      | 38e                           |